# The Farmer's Daughter (1947)
The Farmer's Daughter is een Amerikaanse film uit 1947 onder regie van H.C. Potter. De film is gebaseerd op een toneelstuk van Hella Wuolijoki en werd destijds in Nederland uitgebracht onder de titel Katie maakt carrière.

## Verhaal
Katrin 'Katie' Holstrom is een Zweeds-Amerikaanse boerendochter die haar ouderlijke boerderij verlaat om opgeleid te worden tot zuster in een stad genaamd Capitol City. Adolph Petree, een schilder en oud-collega van haar vader, biedt haar een rit naar de stad aan. Hij gaat er echter met al haar geld vandoor. Uit trots weigert ze haar familie om geld te vragen en gaat ze werken als dienstmeid bij politica Agatha Morley. Haar zoon is congreslid Glenn Morley.
Al snel zijn Agatha en haar trouwe werker Joseph Clancy onder de indruk van Katie en haar gezonde verstand. Glenn voelt zich intussen aangetrokken tot haar. De problemen komen als de Morleys en andere leden van hun politieke partij Anders J. Finley aanwijzen als vervanger van de onlangs gepensioneerde congresman. Katie keurt hem af en organiseert een bijeenkomst, waarbij ze hem gênante vragen stelt. De leden van de concurrerende partij zijn onder de indruk van haar en bieden haar een plek aan in hun partij tijdens de opkomende verkiezingen.
Hoewel ze hiervoor ontslag moet nemen bij de Marleys, accepteert ze dit aanbod. Met de hulp van Glenn wint Katie het publiek voor zich. Finley ziet dit niet graag gebeuren en probeert haar zwart te maken. Hij geeft Petree geld als hij iedereen vertelt dat zij het bed met hem heeft gedeeld toen hij haar een rit aanbood. Katie is razend als ze dit hoort en kan zich niet meer concentreren op de verkiezingen. Ze besluit uiteindelijk terug te keren naar huis. Glenn weet inmiddels dat de geruchten gebaseerd zijn op leugens en doet haar een huwelijksaanzoek.
Als Agatha hoort dat haar zoon is verloofd met Katie, is ze vastberaden haar naam te zuiveren. Ze voert Finley dronken en laat hem toegeven dat hij Petree omgekocht heeft. Met de hulp van Katie's drie grote broer brengt Glenn Petree naar een radiozender en dwingt hem de waarheid te vertellen. Agatha eindigt haar samenwerking met Finley en ontvangt Katie met open armen.

## Rolbezetting
| Acteur           | Personage               |
| ---------------- | ----------------------- |
| Loretta Young    | Katrin 'Katie' Holstrom |
| Joseph Cotten    | Glenn Morley            |
| Ethel Barrymore  | Agatha Morley           |
| Charles Bickford | Joseph Clancy           |
| Rose Hobart      | Virginia Thatcher       |
| Rhys Williams    | Adolph Petree           |
| Harry Davenport  | Agatha's dokter         |
| Tom Powers       | Hy Nordick              |
| Art Baker        | Anders Finley           |

## Achtergrond
In 1937 werden de rechten van het toneelstuk gekocht door Paramount Pictures, maar die studio deed er nooit iets mee. David O. Selznick kocht de rechten in 1944 en wilde het verfilmen met Ingrid Bergman in de hoofdrol. Eind 1945 werd bekend dat Selznick en Bergman niet langer samen zouden werken. Selznick besloot de rechten toen door te verkopen aan RKO Radio Pictures. Aanvankelijk probeerde hij nog verscheidene andere actrices te casten, zoals Dorothy McGuire en Sonja Henie. Het zou nooit tot stand komen.
RKO maakte de film onder de titel Katie for Congress, met Loretta Young in de hoofdrol. Young stond bekend als een actrice die volledig teerde op haar uiterlijk en ze was dan ook nerveus dat er bij deze film meer van haar werd verwacht. Ze nam spraaklessen om een Zweeds accent te kunnen aanleren. De plannen waren om de film uit te brengen in november 1946, in de periode van de congresverkiezingen. Young werd in juli dat jaar echter opgenomen in het ziekenhuis met griep. Toen de studio doorkreeg dat de streefdatum van november niet gehaald zou worden, werd de titel veranderd naar The Farmer's Daughter.
De film werd een groot succes en Young kreeg de beste reacties uit heel haar carrière. Ze werd zelfs genomineerd voor een Oscar, maar was niet van plan om de uitreiking bij te wonen, omdat ze geloofde dat ze geen kans maakte. Uiteindelijk won ze toch de prijs. The Farmer's Daughter maakte uiteindelijk een grote winst en bleek een publieksfavoriet te zijn.

## Prijzen en nominaties
| Jaar | Prijs          | Categorie               | Genomineerde(n)  | Uitslag     |
| ---- | -------------- | ----------------------- | ---------------- | ----------- |
| 1948 | Academy Awards | Beste Actrice           | Loretta Young    | Gewonnen    |
| 1948 | Academy Awards | Beste Mannelijke Bijrol | Charles Bickford | Genomineerd |

## Televisieserie
The Farmer's Daughter is ook de naam van een Amerikaanse televisieserie die liep van 1963 tot 1966. In deze serie speelden William Windom en Inger Stevens de hoofdrollen. In Nederland werd de serie uitgezonden onder de titel De Zweedse gouvernante.